# Sogny-en-l'Angle
Sogny-en-l'Angle  là một xã thuộc tỉnh Marne trong vùng Grand Est đông nam nước Pháp. Xã này nằm ở khu vực có độ cao trung bình 116 mét trên mực nước biển.